# Rivella
Ріве́лла (МФА: [rɪˈvɛːl̩a] ( прослухати)) — швейцарський безалкогольний солодкий газований напій. На 35 % складається з молочної сироватки, тому містить такі інгредієнти, як лактоза, молочна кислота та мінеральні речовини. Виробляється однойменним підприємством у Ротрісті, кантон Ааргау. Підприємство Rivella AG є власністю родини померлого у 2007 році винахідника Рівелли Роберта Барта.

## Етимологія
Rivella походить від назви муніципалітету Ріва-Сан-Вітале в кантоні Тічино, а також від італійського слова rivelazione, що перекладається як одкровення.

## Склад
Основними компонентами Рівелли Червоної є:
- вода
- молочна сироватка (35 %)
- цукор
- карбонатна кислота
- ацидулянт (молочна кислота)
- натуральні ароматизатори

Характерний смак Рівеллі надає не молочна сироватка, а незмінна з 1952 року суміш фруктів і трав'яних екстрактів. Нюанси їхніх пропорцій тримаються компанією Rivella AG в секреті і становлять комерційну таємницю. У самому підприємстві таємниця рецепту відома лише декільком людям.
| Енергетична цінність Рівелли (на 100 мл)                                                             | Енергетична цінність Рівелли (на 100 мл) | Енергетична цінність Рівелли (на 100 мл) | Енергетична цінність Рівелли (на 100 мл) | Енергетична цінність Рівелли (на 100 мл) | Енергетична цінність Рівелли (на 100 мл) | Енергетична цінність Рівелли (на 100 мл) |
| Смак                                                                                                 | Роки виробництва                         | Калорійність                             | Жири                                     | Вуглеводи                                | Білки                                    | Сіль                                     |
| --- | ---------------------------------------- | ---------------------------------------- | ---------------------------------------- | ---------------------------------------- | ---------------------------------------- | ---------------------------------------- |
| Rivella Червона                                                                                      | з 1952                                   | 37 ккал                                  | 0 г                                      | 9 г                                      | 0 г                                      | 0,03 г                                   |
| Rivella Синя                                                                                         | з 1959                                   | 7 ккал                                   | 0 г                                      | 1,5 г                                    | 0 г                                      | 0,03 г                                   |
| Rivella Зелений чай                                                                                  | з 1999                                   | 22 ккал                                  | 0 г                                      | 5 г                                      | 0 г                                      | 0,02 г                                   |
| Rivella Refresh                                                                                      | з 2018                                   | 21 ккал                                  | 0 г                                      | 5,2 г                                    | 0 г                                      | 0,02 г                                   |
| Rivella Швейцарська м'ята                                                                            | з 2021                                   | 19 ккал                                  | 0 г                                      | 4,7 г                                    | 0 г                                      | 0,02 г                                   |
| Смаки, вилучені з виробництва                                                                        |                                          |                                          |                                          |                                          |                                          |                                          |
| Смак                                                                                                 | Роки виробництва                         | Калорійність                             | Жири                                     | Вуглеводи                                | Білки                                    | Сіль                                     |
| Rivella Жовта                                                                                        | 2008—2011                                | 13 ккал                                  | 0 г                                      | 3,1 г                                    | 0 г                                      | 0,02 г                                   |
| Rivella Персик                                                                                       | 2014—2016                                | 35 ккал                                  | 0 г                                      | 8,4 г                                    | 0 г                                      | 0,03 г                                   |
| Rivella Тропічне манго                                                                               | 2016—2018                                | 35 ккал                                  | 0 г                                      | 8,4 г                                    | 0 г                                      | 0,03 г                                   |
| Rivella Ревінь                                                                                       | 2014—2019                                | 35 ккал                                  | 0 г                                      | 8,4 г                                    | 0 г                                      | 0,03 г                                   |
| Rivella Бузина                                                                                       | 2019—2021                                | 35 ккал                                  | 0 г                                      | 8,4 г                                    | 0 г                                      | 0,03 г                                   |
| Rivella Грейпфрут                                                                                    | 2021—2023                                | 19 ккал                                  | 0 г                                      | 4,7 г                                    | 0 г                                      | 0,02 г                                   |
| Джерело: Склад та енергетична цінність Рівелли [Архівовано 19 вересня 2017 у Wayback Machine.](нім.) |                                          |                                          |                                          |                                          |                                          |                                          |

## Історія
Молочна сироватка є побічним продуктом при виготовленні сиру і вже використовувалась в оригінальному рецепті Фанти. 1950 року Роберт Барт і його брат придбали рецепт напою із сироватки, що згодом став Рівеллою. Спочатку виробництво напою почалося в Штефі, а згодом в Устері. У 1952 році було засновано підприємство Rivella AG, і Рівелла Червона з'явилася на полицях швейцарських магазинів. Через два роки виробництво переїхало до міста Ротріст. У 1957 році Rivella AG почала виробництво у Нідерландах, а роком пізніше у Нідерландах компанією був створений один з перших дієтичних напоїв світу — Rivella Light, або Рівелла Синя, зі зниженою калорійністю, а в 1959 році цей сорт почав вироблятися та продаватися і в Швейцарії. У 1977 році Rivella почала співробітництво зі швейцарською національною збірною із гірськолижного спорту; також цього року Rivella AG вийшла на ринок Люксембургу. У 1999 році до асортименту Рівелли додано новий смак — Рівелла Зелений чай.
Внаслідок насичення швейцарського ринку, Rivella AG намагалася поширити продажі свого продукту на інші держави, такі як Велика Британія в 1999 році та США у 2004 році, але обидві спроби були марними.
У 2007 році відбулося перезавантаження бренду Rivella: був змінений дизайн та логотип. Засновник підприємства Роберт Барт помер 29 березня 2007 року у восьмидесятип'ятирічному віці в місті Ротрісті, Rivella AG перейшла під управління його родини. 2008 року була запроваджена Rivella Жовта, що замість молочної сироватки використовувала соєву сироватку, проте вже 2011 року її виробництво було припинено. З 2008 по 2014 рік найбільша швейцарська мережа роздрібної торгівлі Migros за контрактом продавала Рівеллу під власною маркою Mivella. У 2014 році були запроваджені два нові смаки — Rivella Персик і Rivella Ревінь. У 2016 році логотип Rivella був кардинально змінений; наприкінці цього ж року Rivella Персик припинили виготовляти. Натомість у 2017 році запроваджено смак Rivella Тропічне манго. Його зняли з виробництва 2018 року, та замість нього запровадили Rivella Refresh. З квітня 2019 року припинено виробництво Рівелли Ревінь, натомість запроваджено Рівеллу Бузина.

## Поширення
Рівелла вважається національним напоєм Швейцарії. У 2013 році ринкова частка підприємства Rivella AG на швейцарському ринку безалкогольних напоїв становила 15,3 % і обіймала другу позицію після Coca-Cola.
У Князівстві Ліхтенштейн, Нідерландах і Люксембурзі Рівелла присутня вже довгий час. Продукція Рівелли також доступна в суміжних зі Швейцарією регіонах Австрії та Франції. У 2016 році Рівелла також з'явилася у Фінляндії.
Із середини 2010-х до 2019 року Рівелла була обмежено доступна в Німеччині, проте внаслідок непопулярності напою керівництво концерну Rivella AG вирішило повністю залишити німецький ринок.
| Поширення Рівелли в Європі                                                                        | Поширення Рівелли в Європі | Поширення Рівелли в Європі | Поширення Рівелли в Європі | Поширення Рівелли в Європі | Поширення Рівелли в Європі |
| ------------------------------------------------------------------------------------------------- | -------------------------- | -------------------------- | -------------------------- | -------------------------- | -------------------------- |
| Країна                                                                                            | Rivella Червона            | Rivella Синя               | Rivella Зелений чай        | Rivella Refresh            | Rivella Грейпфрут          |
| Швейцарія Ліхтенштейн                                                                             | Так                        | Так                        | Так                        | Так                        | Так                        |
| Австрія                                                                                           | Так                        | Так                        | Так                        | Так                        | Ні                         |
| Франція                                                                                           | Так                        | Так                        | Так                        | Так                        | Так                        |
| Люксембург                                                                                        | Так                        | Так                        | Так                        | Так                        | Так                        |
| Джерело: Рівелла у Швейцарії та за кордоном [Архівовано 11 вересня 2017 у Wayback Machine.](нім.) |                            |                            |                            |                            |                            |

### У Нідерландах
Ринок Нідерландів є найбільшим, найважливішим і найстарішим зовнішнім ринком для Рівелли. Рівелла почала виготовлятися в Нідерландах за швейцарською ліцензією з 1957 року молокозаводом Coöperatieve Condensfabriek Friesland, що надавав молочну сироватку для виготовлення напою. У 1958 році в Нідерландах запустили діабетичну Rivella Light, і лише роком пізніше цей самий продукт почав продаватися у Швейцарії під маркою Rivella Синя. 3 1984 року Rivella у Нідерландах виготовляється підприємством Vrumona із швейцарського концентрату, що постачає Rivella AG.
Нідерландська Рівелла за дизайном відрізняється від сучасної швейцарської, а її логотип більше нагадує оформлення пляшки Rivella Синя до ребрендингу 2016 року. Оформлення нідерландської Рівелли також відрізняється: класична Рівелла продається не в червоній, а в синій пляшці. Існують також смаки Rivella Green Tea (зелений чай), Rivella Cranberry (журавлина) та негазована серія Rivella Koolzuurvrij (зі смаками бузини, граната, лимона та персика).